# Klarinettkonsert
Klarinettkonsert är ett stort upplagt verk för klarinettsolist och (som regel) symfoniorkester.

## Exempel
- Klarinettkonsert nr 1-2 av Malcolm Arnold
- Klarinettkonsert av Elliott Carter
- Klarinettkonsert av Aaron Copland
- Klarinettkonsert nr 1-3  av Bernhard Crusell ()
- Klarinettkonsert av John Fernström
- Klarinettkonsert av Gerald Finzi
- Klarinettkonsert av Jouni Kaipainen
- Bassettklarinettkonsert av Shigeru Kan-no
- "Accanto" Klarinettkonsert av Helmut Lachenmann
- Klarinettkonsert A-dur, K. 622  av Wolfgang Amadeus Mozart
- Klarinettkonsert av Carl Nielsen
- Klarinettkonsert nr 1-4  av Louis Spohr ()
- Klarinettkonsert av Carl Stamitz
- Klarinettkonsert av Johann Stamitz
- Ebony Concerto av Igor Stravinskij (för klarinett och jazzband)
- Klarinettkonsert nr 1-2  av Carl Maria von Weber
- "Worried Souls", konsert för klarinett/basklarinett och symfoniorkester av Benjamin Staern